# Loch Lochy
Loch Lochy är en sjö i Storbritannien.   Den ligger i kommunen Highland och riksdelen Skottland, i den nordvästra delen av landet, 700 km nordväst om huvudstaden London. Loch Lochy ligger 28 meter över havet. Arean är 16,0 kvadratkilometer. I omgivningarna runt Loch Lochy växer i huvudsak blandskog. Den sträcker sig 11,5 kilometer i nord-sydlig riktning, och 9,3 kilometer i öst-västlig riktning.